# Нью-Олбани (Индиана)
Нью-Олбани (англ. New Albany) — город и административный центр округа Флойд в штате Индиана США. 
По данным переписи 2020 года, численность населения составляла 37 841 человек.

## История
Город Нью-Олбани был основан в 1813 году.
В 1968 году город был награждён премией «All-America City Award» (с англ. — «Всеамериканский город») присуждаемой Национальной гражданской лигой, которую неофициально называют «Нобелевской премией за конструктивное гражданство» и которая выдается за активную гражданскую позицию жителей некорпоративных сообществ Соединённых Штатов в жизни местного самоуправления.

## Население
| 2010   | 2020    |
| ------ | ------- |
| 36 372 | ↗37 841 |